# Делиль де ла Кроер, Людовик
Людовик Делиль де ла Кроер (фр. Louis de l'Isle de la Croyère; ок. 1685, Париж — 10 октября 1741, Авача, Камчатка, ныне часть города Петропавловск-Камчатский) — французский астроном, профессор астрономии, экстраординарный академик Петербургской Академии наук (c начала 1727 года). Приехал в Петербург в феврале 1726 года вместе со своим младшим братом астрономом Жозефом-Николя Делилем, приглашённым на работу в созданную в Петербурге Академию наук.
Руководил первой экспедицией Петербургской академии наук 1727-1730 гг., снаряжённой для определения географического положения различных пунктов Севера Европейской России. Производил астрономические и географические наблюдения в Архангельске и на Кольском полуострове (1727—1729). Дневники Делиля содержат первые сведения о географических координатах некоторых мест на побережье Белого моря.
В июле 1732 года вызвался ехать в Камчатскую экспедицию в качестве астронома и географа. Уже в начале путешествия астроном зарекомендовал себя не лучшим образом, взяв в спутники иностранного авантюриста по имени Рокфор, называвшего себя затем графом Франциском Локателли, в октябре 1733 года арестованного в Казани и высланного за границу. По мнению Г. Ф. Миллера, наблюдения де ла Кроера редко бывали полезными из-за ограниченности его знаний. Взаимные жалобы И. Г. Гмелина и Миллера, с одной стороны, и де ла Кроера — с другой, вызывали неудовольствие академического начальства. В 1737 году в Якутске астроном окончательно расстался с профессорами и отправился на Камчатку. Прибыл туда вместе с Г. В. Стеллером. Участвовал в плавании к берегам Америки на пакетботе «Святой апостол Павел» под командованием капитана А. И. Чирикова, умер от цинги в день возвращения судна в Авачинскую бухту.
Похоронен в Петропавловске-Камчатском. Его могила стала первым христианским захоронением на берегу Авачинской бухты.
Участник Второй Камчатской экспедиции Беринга Степан Петрович Крашенинников 
в своём «Дорожном журнале» 1734—1736 гг. под 23 сентября 1735 года записал: Приплыли из Иркуцка два судна, из которых одно велено дать господам профессорам для переезду через Байкал озеро. Хотя мы, еще будучи в Читинске, слышали, что господин профессор ла Кроер женился, однакож мы тому еще мало верили, а ныне от приехавших на помянутых судах людей достовернее известилися, что он женился и взял за себя иркуцкого сына боярского Медведева племянницу.
Женой де ла Кройера стала в июле/августе 1735 года Мария Дмитриевна Татаринова (ок. 1714 - не ранее 1755), из известной в Сибири семьи, двоюродная тётка Прасковии Петровны Татариновой, которая в 1733 году в Иркутске вышла замуж за ссыльного бывшего церемониймейстера Петербургского двора графа Ф. М. Санти. Со старшей сестрой Прасковии, Анастасией, в Самаровском яме в 1740 году встречался Ж. Н. Делиль во время своего путешествия в Берёзов. Сохранились письма де ла Кройера жене, написанные по латыни. Их сын Николай Людвигович (Дмитриевич?) Делиль де ла Кройер (1740, Якутск? - 1795, Змеиногорский рудник), выпускник Горного кадетского корпуса, попал на Колыванские заводы, где дослужился до чина коллежского советника (VI кл., соответствует полковнику).